# Apostolice Sedis
A bula Apostolice Sedis, passada pelo Papa João XXII, a 23 de maio de 1320, dá ao rei Dinis de Portugal a resposta a uma sua súplica feita através do Deão da cidade do Porto e do almirante genovês Manuel Pessanha para que lhe seja concedida a Dízima dos rendimentos eclesiásticos de toda a nação conforme fora definido durante o Concílio Geral de Viena para socorro da Terra Santa e outras necessidades da Fé cristã, durante três anos. 
Dom Dinis consegue aqui a sua extensão à guerra marítima contra o corso muçulmano no sul de Portugal.